# Steve Austin - Sfida implacabile
Steve Austin - Sfida implacabile (Steve Austin's Broken Skull Challenge) è un reality show statunitense ideato e condotto da Steve Austin sull'emittente CMT. In Italia viene trasmesso su Cielo e doppiato da Stefano Mondini. È andato in onda per 5 stagioni (l'ultimo nel 2017), dopo la quale non si è più saputo nulla a riguardo di un ulteriore rinnovo per la sesta stagione.

## Il programma
Ogni episodio vede un gruppo di otto concorrenti, uomini o donne, al "Broken Skull Ranch" per gareggiare in una serie di sfide fisiche. I concorrenti sono selezionati tra atleti praticanti di CrossFit, Spartan Racers, Tough Mudder, arti marziali miste (MMA) e wrestling I concorrenti vengono eliminati in una serie di competizioni, mentre l'ultimo si ritroverà davanti a un duro percorso ad ostacoli noto come Lo Spaccaossa (Skullbuster)
Il concorrente che completa con successo tutte le sfide dello spaccaossa vince 10000 $, viene dichiarato campione e imposta il tempo da battere per i concorrenti successivi. Uomini e donne hanno campioni separati. Tuttavia, ogni volta che un concorrente non riesce a battere il tempo del campione o non completa il percorso, l'attuale campione vince ulteriori 10000 $ che si sommano a quelli già vinti precedentemente accumulandosi. Il percorso è stato modificato all'inizio di ogni nuova stagione e al campione della stagione precedente viene data la prima opportunità di eseguirlo e impostare il tempo da battere.

## Premi e riconoscimenti
| Anno | Categoria                                                                     | Nominato   | Episodio                  | Risultato       |
| ---- | ----------------------------------------------------------------------------- | ---------- | ------------------------- | --------------- |
| 2014 | Directors Guild of America Award for Outstanding Directing – Reality Programs | Adam Vetri | "Welcome to the Gun Show" | Candidato/a     |
| 2015 | Directors Guild of America Award for Outstanding Directing – Reality Programs | Adam Vetri | "Gods of War"             | Vincitore/trice |